# Гардвуд-Ейкерс (Мічиган)
Гардвуд-Ейкерс (англ. Hardwood Acres) — переписна місцевість (CDP) в США, в окрузі Бензі штату Мічиган. Населення — 393 особи (2020).

## Географія
Гардвуд-Ейкерс розташований за координатами 44°43′10″ пн. ш. 85°49′20″ зх. д. / 44.71944° пн. ш. 85.82222° зх. д. (44.719582, -85.822093).  За даними Бюро перепису населення США в 2010 році переписна місцевість мала площу 1,38 км², з яких 1,35 км² — суходіл та 0,02 км² — водойми.

## Демографія
Згідно з переписом 2010 року, у переписній місцевості мешкали 432 особи в 147 домогосподарствах у складі 117 родин. Густота населення становила 314 особи/км².  Було 155 помешкань (113/км²).
Расовий склад населення:
| - 97,5 % — білих - 0,5 % — чорних або афроамериканців - 0,5 % — азіатів - 0,2 % — корінних американців |

До двох чи більше рас належало 1,4 %. Частка іспаномовних становила 0,9 % від усіх жителів.
За віковим діапазоном населення розподілялося таким чином: 30,1 % — особи молодші 18 років, 65,0 % — особи у віці 18—64 років, 4,9 % — особи у віці 65 років та старші. Медіана віку мешканця становила 37,0 року. На 100 осіб жіночої статі у переписній місцевості припадало 99,1 чоловіків;  на 100 жінок у віці від 18 років та старших — 97,4 чоловіків також старших 18 років.
Середній дохід на одне домашнє господарство  становив 64 721 долар США (медіана — 51 476), а середній дохід на одну сім'ю — 66 056 доларів (медіана — 51 076). За межею бідності перебувало 6,0 % осіб, у тому числі 0,0 % дітей у віці до 18 років та 0,0 % осіб у віці 65 років та старших.
Цивільне працевлаштоване населення становило 309 осіб. Основні галузі зайнятості: публічна адміністрація — 22,0 %, роздрібна торгівля — 18,1 %, мистецтво, розваги та відпочинок — 15,5 %, науковці, спеціалісти, менеджери — 15,2 %.